# Jüdisches Rathaus (Prag)

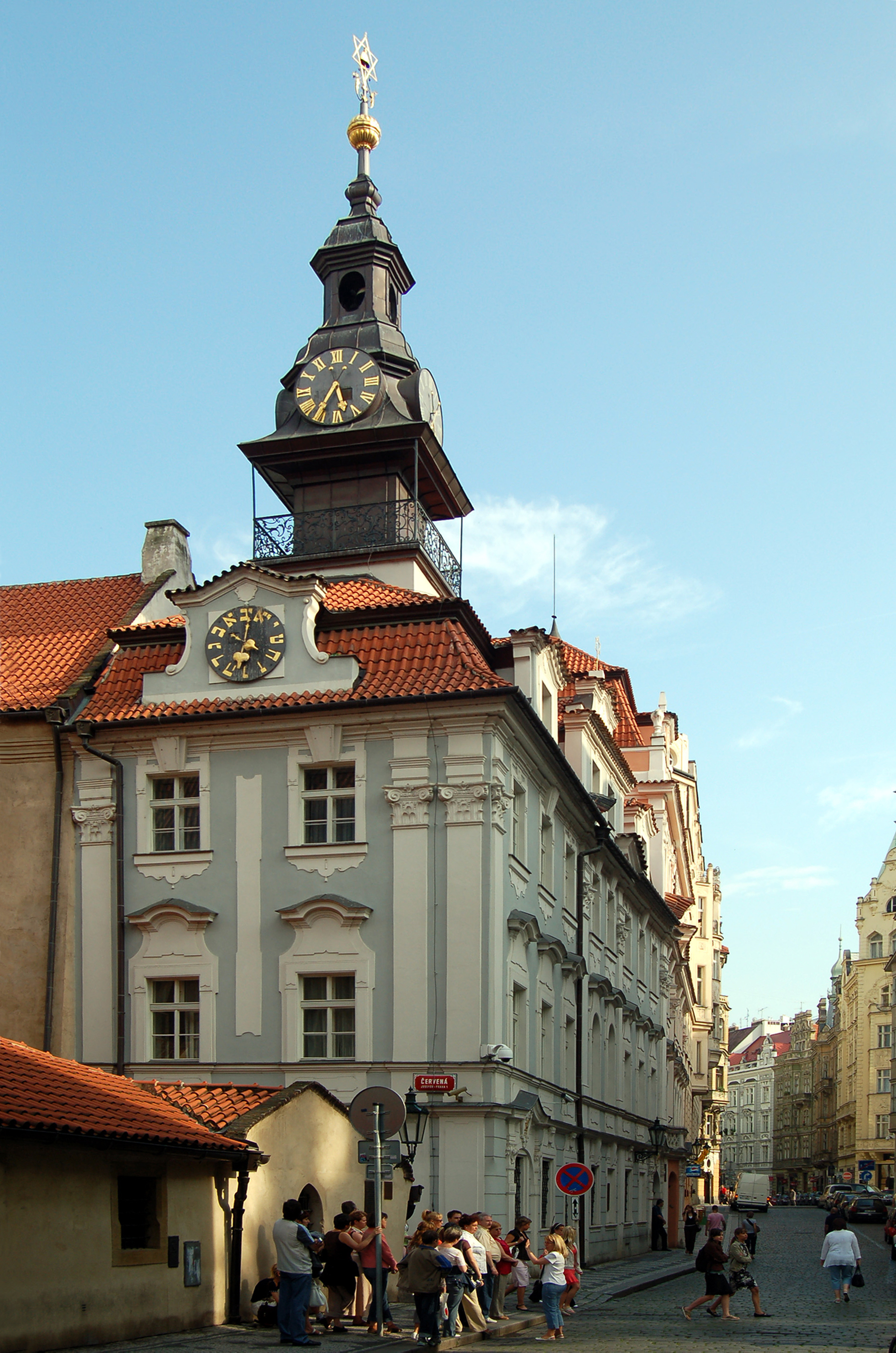
Jüdisches Rathaus

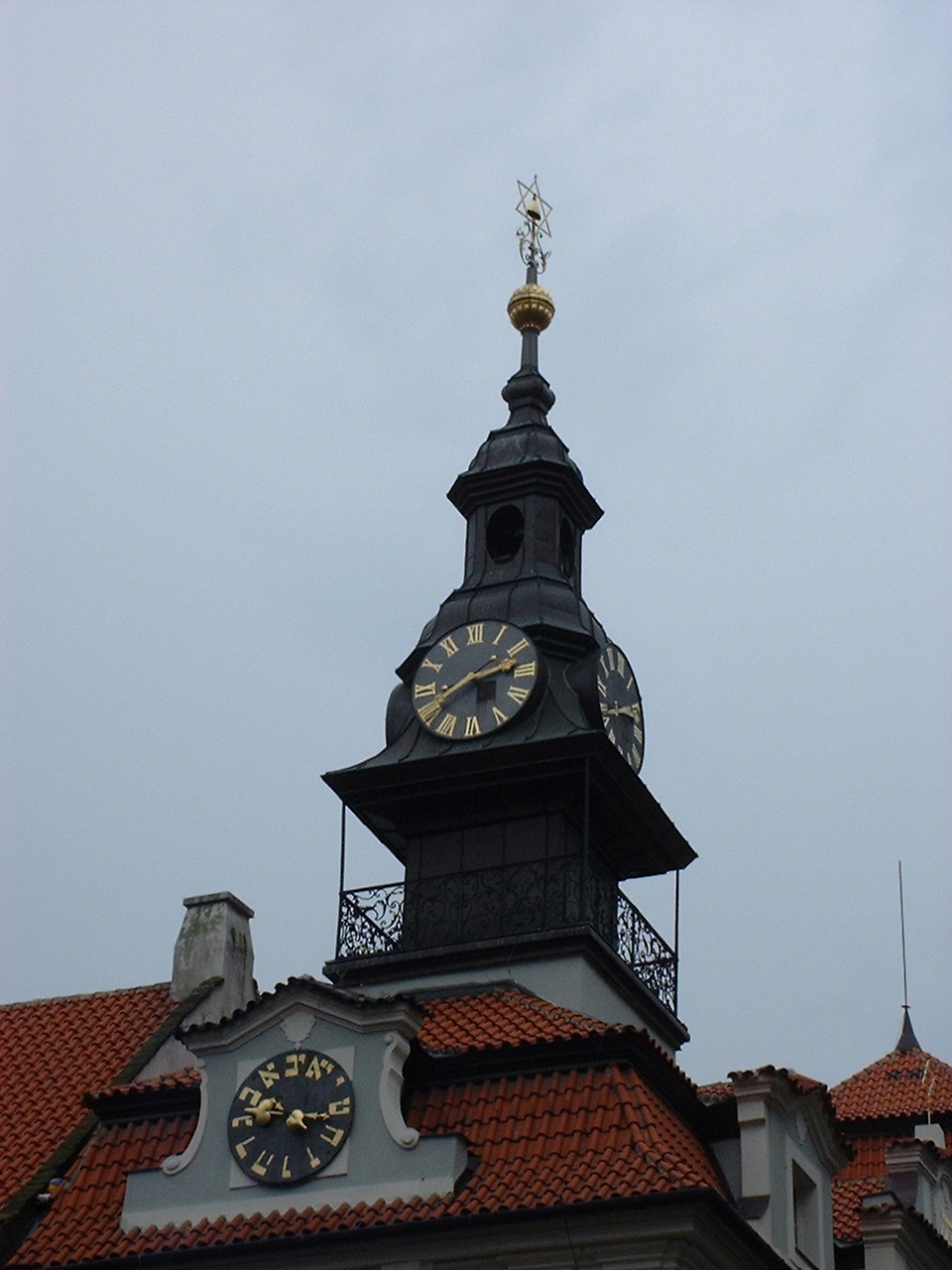
Turm und jüdische Uhr

Das Jüdische Rathaus (tschechisch Židovská radnice) ist ein Barockgebäude im Prager Stadtteil Josefstadt und Sitz der jüdischen Gemeindeverwaltung in Prag. Es wurde Ende des 16. Jahrhunderts errichtet.

## Baubeschreibung
Das Jüdische Rathaus befindet sich in der Maiselgasse (Maiselova) 18, gegenüber der Altneu-Synagoge im ehemaligen Judenviertel Prags. Es ist der Hohen Synagoge benachbart und war früher von hier aus zugängig. Das heutige Aussehen bekam das Gebäude in den Jahren 1763–1765 durch Umbauarbeiten unter Josef Schwanitzer. Das Eckgebäude hat das Aussehen eines zierlichen Spätbarockpalais, dessen Fassade reich gegliedert ist. Über dem Mansarddach erhebt sich ein Türmchen mit Umgang und Rokokogitter. Am Turm befindet sich eine Uhr mit Glocke und römischen Zifferblättern, während am Giebel gegenüber der Altneu-Synagoge eine weitere Uhr mit hebräischem Zifferblatt angebracht ist, deren Zeiger in umgekehrter Richtung von rechts nach links laufen entsprechend der Schreibrichtung des Hebräischen. Beide Uhren sind im Inneren an ein und dasselbe Uhrwerk angeschlossen und wurden vom Prager königlichen Hofuhrmacher Sebastian Laudensberger 1764 hergestellt. Einen umfangreichen Anbau an Stelle von zwei älteren Häusern in der Maiselgasse erhielt das Rathaus 1908 durch Matěj Blecha. Im Repräsentationssaal des Erdgeschosses befindet sich ein koscheres Restaurant.

## Geschichte und Nutzung
Das jüdische Rathaus war der Sitz der jüdischen Selbstverwaltung der Prager Judenstadt, wo der Ältestenrat residierte, der die Gemeinde nach innen und außen repräsentierte. Hier war auch das Rabbinergericht. 
Ein jüdisches Rathaus in Prag wurde erstmals 1541 erwähnt. 1577 wurde es nach einem Brand unter dem damaligen Gemeindeoberhaupt Mordechai Maisel erneuert und umgebaut. Dieses Gebäude stammte, wie auch die benachbarte Hohe Synagoge von Baumeister Pankratius Roder aus Italien. Es war auch ein nach außen hin sichtbares Zeichen der damaligen bevorzugten Stellung der Judengemeinde. Beim Stadtbrand 1689 wurde es erneut zerstört und vom Prager Barockbaumeister Paul Ignaz Bayer neu errichtet.
Einem dritten Feuer 1754 folgte der noch heute bestehende Bau von Josef Schwanitzer aus den Jahren 1763–1765. Dabei wurde im Turm eine Gedenkschrift hinterlegt, der zufolge die abgebrannte Judenstadt durch ein Darlehen von 200.000 Gulden erneuert wurde. Die rückwärts laufende Uhr wurde durch Verse des französischen Dichters Guillaume Apollinaire zu einem bekannten Symbol des jüdischen Prag.
Heute finden hier Festlichkeiten zu den Feiertagen oder Hochzeiten statt. Das Gebäude beherbergt die Jüdische Gemeinde Prags mit ihren verschiedenen religiösen, sozialen und kulturellen Vereinigungen. Auch die Föderation der jüdischen Gemeinden in Tschechien und der Prager Ober- und Landesrabbiner haben hier ihren Sitz.